# Виктор Козлов
Виктор Козлов (рус. Ви́ктор Никола́евич Козло́в; Тољати, СССР, 14. фебруар 1975) је руски хокејаш који тренутно игра у руском клубу Салават Јулаев. Игра на позицији центра.

## Каријера

### Клупска каријера
Козлов је каријеру почео у родном граду игравши за Ладу. Одатле прелази у Динамо из Москве где игра две сезоне.
Године 1993. изабран је као шести пик на драфту од стране Сан Хозе шаркса за које наступа у периоду од 1994 до 1997. године. затим прелази у Флорида пантерсе за које наступа чак седам година. Најбоља сезона му је била 1999/00 сезоне, када је поставио рекорд каријере у броју асистенција и поена.
Затим прелази Њу Џерзи девилсе. Штрајк играча у Националној хокејашкој лиги у сезони 2004/05. је искористио да појача клуб из којег је почео каријеру, Ладу. Након завршетка штрајка враћа се у Њу Џерзи девилсе. Затим једну сезону проводи у Њујорк ајландерсе.
Првог јула 2007. потписао је двогодишњи уговор са Вашингтон капиталсима. Козлов је 15. априла 2009. после петнаест година постигао свој плеј-оф погодак.
Виктор Козлов је 9. јула 2009. потписао трогодишњи уговор са руским клубом Салават Јулаев. Са овим клубом је у сезони 2010/11. постао шампион Континенталне хокејашке лиге.

### Репрезентација
За Репрезентацију Русије дебитовао је на Светском првенству 1996. у Аустрији, где је освојено четврто место. Учесвовао је на укупно пет светска првенства. Има освојену сребрну медаљу Светског првенства 2010. у Немачкој и бронзу са Светског првенства 2005. у Аустрији.
На Олимпијским играма је играо два пута, али није успео освојити медаљу. На Зимским олимпијским играма 2006. у Торину је са репрезентацијом освојио четврто место, а на Зимским олимпијским играма 2010. у Ванкуверу шесто место.